# Punctum
Le punctum (du latin punctum, piqûre, point, de pungo je perce) est le neume le plus simple en notation grégorienne. Il correspond à une note isolée.
Le punctum apparaît également dans la notation de neumes composés, le plus souvent pour dénoter des neumes subpunctis ou praepunctis. Dans ces mêmes positions, le Punctum inclinatum est une forme en losange utilisée dans la notation carrée grégorienne de neumes composés, qui en revanche n'est jamais isolé.

## Origine
L'accent grave de la notation accentuée s'est transformé graphiquement en petit trait horizontal plus ou moins réduit à un point, dont est né à la fois le punctum et le tractulus plus large (du latin, diminution de tractus, quelque chose de tiré en longueur, de traho tirer), qui est en fait un punctum épisémé. Les deux formes sont bien distinctes dans les notations cursives de Saint Gall et de Laon, que l'on peut voir dans le Graduale Triplex, mais ne sont pas toujours distingués par des épisèmes dans les éditions de Solesmes.

## Interprétation mélodique
Quand il est seul sur une syllabe, le punctum s'oppose comme note grave dans le mouvement mélodique, par opposition à la virga plus aigüe.

## Interprétation rythmique
- Le punctum a une valeur légère, neutre. Les notes correspondantes se fondent dans un mouvement collectif qui peut donc être rapide.
- Inversement, le tractulus a une valeur syllabique pleine (c'est la version épisémée du punctum), et chaque note du mouvement doit être énoncée dans son individualité, donc plus lentement.

Les séries sont le plus souvent homogènes, mais on rencontre parfois des descentes mixtes où le tractulus marque la fin d'une incise (et est même épisémé dans certains manuscrits). Inversement, on rencontre certains cas des clivis subpunctum , où les deux premiers points d'une descente sont des tractulus épisémés, et le reste a une valeur légère de punctum.
Il n'est pas nécessaire de doubler la durée d'un punctum par rapport au tractulus: pour un rythme de base "limite" de l'ordre de 150 notes par minute, un léger ralentissement (120/min) met en avant l'individualité des notes, alors qu'une légère accélération (180/min) met en avant le mouvement d'ensemble. En jouant de part et d'autre de cette limite, il est possible de restituer ces nuances rythmiques sans rompre le legato rythmique d'ensemble.